# NASBA
Nasba (amplificació basada en seqüències d'àcids nucleics), és un mètode d'amplificació de fragments de material genètic. Va ser desenvolupat per J. Compton el 1991, qui ho va definir com "una tecnologia de primer dependent que es pot utilitzar per a l'amplificació contínua d'àcids nucleics en una mescla única, a una temperatura única ".
Immediatament després de la seva invenció, el NASBA es va utilitzar per al diagnòstic ràpid i la quantificació del VIH-1 en el plasma de pacients.

## Història
El NASBA va ser desenvolupada per J Compton el 1991, que la va definir com "una tecnologia dependent dels primers que es pot utilitzar per a l'amplificació contínua d'àcids nucleics en una sola barreja a sola una temperatura". Immediatament després de la invenció de la NASBA, es va utilitzar per al diagnòstic ràpid i quantificació del VIH-1 en sèrums de pacients. Tot i que també es pot ampliar l'ARN mitjançant PCR mitjançant una transcriptasa inversa (per sintetitzar una cadena d'ADN complementària com a plantilla), l'avantatge principal de la NASBA és que funciona en condicions isotèrmiques - generalment a una temperatura constant de 41° C. La NASBA es pot utilitzar en diagnòstic mèdic com a alternativa al PCR més ràpida i sensible en algunes circumstàncies.

## Procediment
Nasba és una tècnica que permet l'amplificació exponencial d'una determinada mostra d'ARN o ADN, tot i que està especialment dissenyada per a l'amplificació de l'ARN.
Aquesta tècnica és més ràpida que la PCR i no necessita equip (termociclador), ja que tot el procés té lloc a 41 °C (procés isotèrmic).

### Reactius
NasBA requereix un nombre de components principals per a iniciar la reacció:
1. ARN de Mostra (o ADN) per amplificar.
2. Enzims per a catalitzar la reacció:
- Retrotranscriptasa (RT): aquest enzim reconeix la molècula d'ARN matriu i genera una molècula d'ADN complementària.
-Rnaiseh o II (RH): aquest enzim degrada l'ARN de l'ADN dúplex hetero.
-T7 POLIMERASA RNA (T7P): aquesta polimerasa s'uneix a la seqüència d'ADN i sintetitza la cadena d'ARN complementària.
3. Els alimentadors.
-Primer a+: aquesta imprimació té una seqüència complementària a l'extrem 5 ' de la molècula d'ARN.
-Primer b-: aquest imprimació és complementari a l'extrem 3 de l'ARN i també presenta una seqüència promotora de T7 en 5 '.

### Etapes NASBA
NASBA es divideix en dues fases principals: la primera fase consta de sis passos únics i seqüencials, mentre que la segona fase presenta altres sis passos asíncrons i cíclics. Durant tot el procés es manté la mostra a una temperatura constant de 41 °C. Les etapes NASBA són les següents:
1. primer pas: en primer lloc, estudi d'ARN (o ADN) (+), primer b-i tots els enzims (RT, RH i T7P) s'afegeixen. Durant aquest procés el primer b-reconeix el final 3 de l'ARN i s'uneix a ella.
2. segon pas: Quan la primera s'hibrida amb la seqüència d'ARN, RT reconeix aquesta seqüència i s'uneix a ella, iniciant un procés d'elongació i síntesi d'una molècula d'ADN complementària (-). La molècula d'ADN generada té un promotor T7 al final 5.
3. tercer pas: a continuació, el RH degrada la cadena d'ARN de l'hetero Duplex, alliberant la cadena d'ADN complementària de l'objectiu.
4. quart pas: posteriorment el primer a + està associat a la seva seqüència complementària i híbrida amb la cadena d'ADN (-).
5. cinquè pas: RT s'uneix a la imprimació i comença a polimerització per l'origen d'una nova cadena d'ADN complementari (cDNA) a l'anterior. La nova cadena generada presenta la seqüència promotora T7P.
6. sisè pas: T7 ARN polimerasa reconeix el seu promotor i s'associa amb ell, transcrivint múltiples ARN complementaris (-) de la cadena original.
Aquest pas completa la primera fase de NASBA, en la qual una mescla d'ARN objectiu (+) genera una mescla d'ARN blanc (-) i cDNA bicatenària amb un promotor T7.

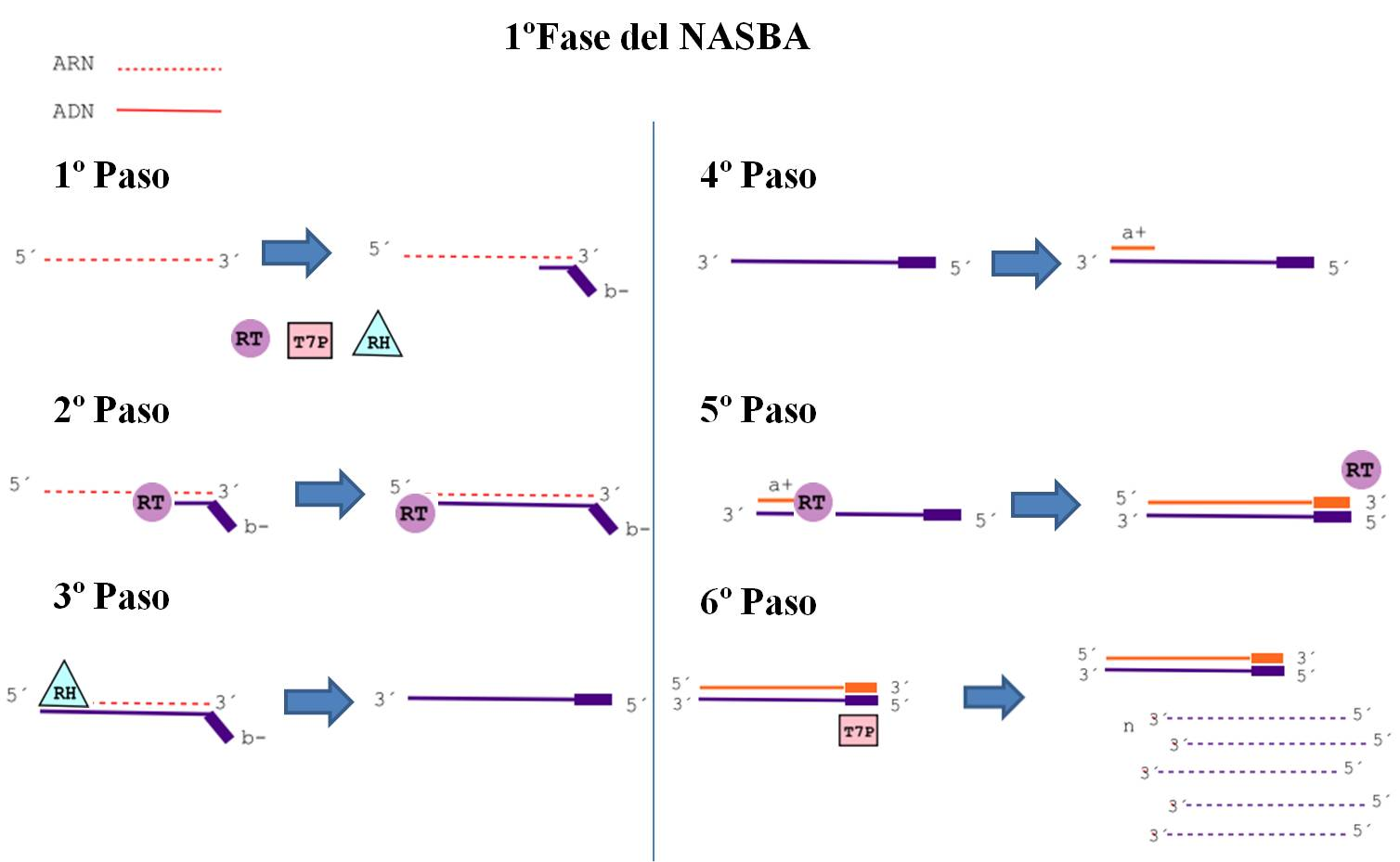
Fase 1 del NASBA

7. setè pas: llavors el primer a + s'uneix a la final 3 de cada un dels ARN (-) objectiu generats en el procés anterior.
8. vuitè pas: les cadenes d'ARN hibridació amb l'a + primer són reconegudes per RT que inicia un procés de polimerització, generant noves cadenes d'ADN (+) que romanen com a ADN/ARN hetero duplex.
9. novè pas: RH degrada hetero duplex ARN, l'alliberament de les cadenes d'ADN objectiu (+).
10. desè pas: el b-primer s'uneix a l'ADN objectiu (+).
11. onzè pas: RT s'associa amb aquesta estructura i comença a polimeritzar generant noves cadenes d'ADN (-).
12. dotzè pas: T7P reconeix el seu promotor i comença a transcriure nou ARN complementari (-) a partir de l'objectiu original.
Aquesta segona fase és cíclica, de manera que la seqüència es copia milions de vegades i s'aconsegueix una amplificació molt eficient. A més en cada cicle la seqüència de destinació no es copia en dos com succeeix en la PCR però es copia tantes vegades com el T7P pot (sobre 1000).

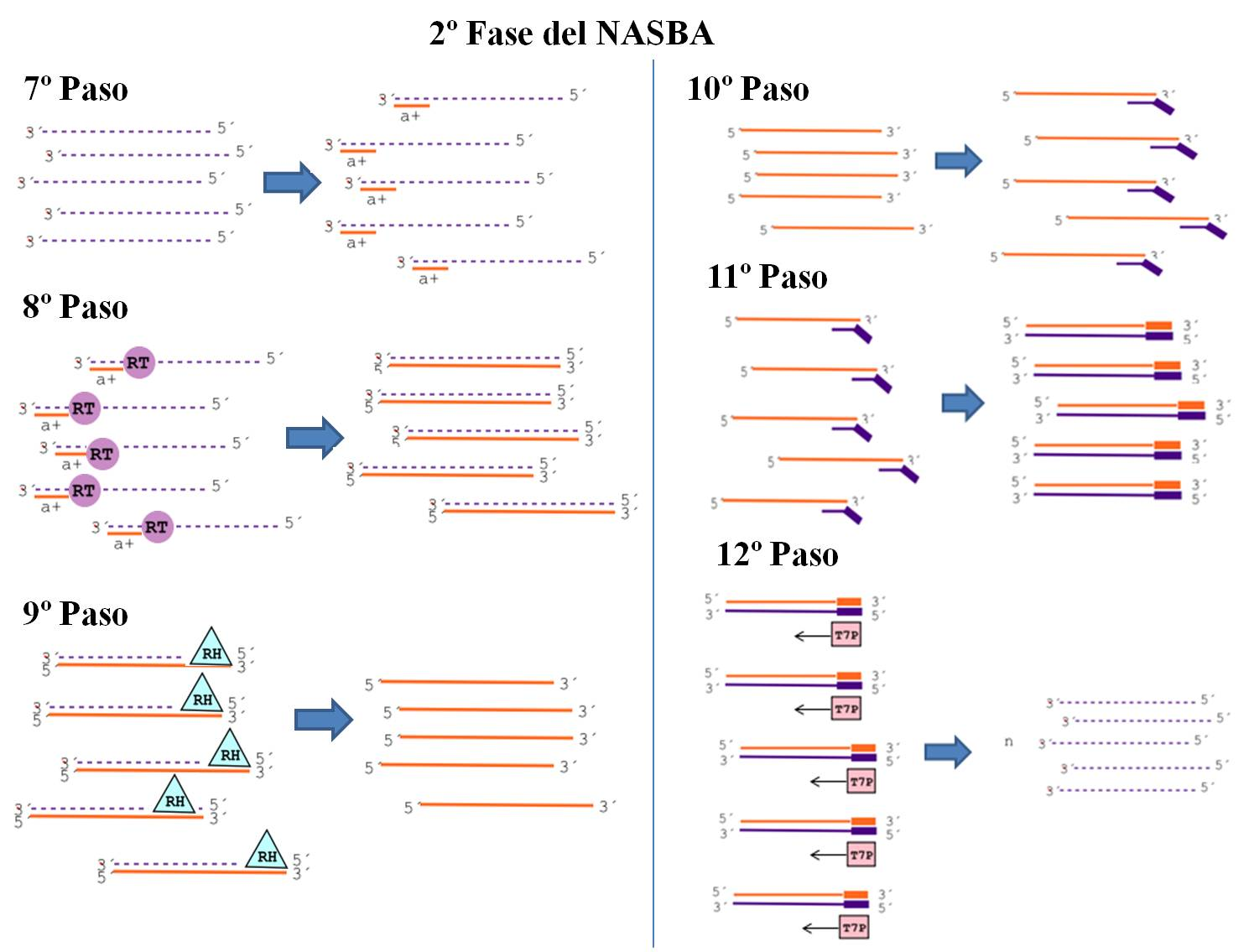
Fase 2 del NASBA

Per amplificar l'ADN obtingut, s'afegeix un pas per desnaturalitzar-lo per provocar la hibridació de la sonda i provocar la retrotranscriptasa per començar a polimeritzar l'ADN.

### Quantificació
El producte amplificat per NASBA pot ser quantificat per diferents mètodes:
- Electroquimioluminiscència[6] (ECL). Després de l'amplificació, la mostra es divideix en quatre i hibrida amb 4 sondes específiques dels 20 parells de bases de cada amplificador per separat. Aquestes sondes específiques s'uneixen a les esferes magnètiques amb streptavidin i les sondes no específiques amb el ruteni també s'afegeixen. El producte més amplificat d'aquestes sondes és capturat en un elèctrode i, després de l'aplicació d'una descàrrega, s'activa la reacció quimioluminiscent. Només si el fragment de destinació s'ha amplificat, el ruteni estarà prou a prop per produir la reacció quimioluminiscent. La llum separada és proporcional al nombre de còpies inicials de cada un. La càrrega viral es calcula per la seva relació amb tres controls externs.
- Fluorescència amb balises moleculars o oligobalises en temps real. Les finalitats complementàries i no complementàries s'utilitzen per a l'objectiu d'uns 5 parells de bases. La zona intermèdia és complementària per orientar l'àcid nucleics. D'aquesta manera, es crea un múltiplex amb dos fluocroms diferents i concentracions seriades.

### Característiques de NASBA
NASBA és una tècnica que permet l'amplificació exponencial de l'ARN a partir d'una mostra inicial determinada. El factor d'amplificació és entre 500 i 1000 vegades. El nombre de molècules generades depèn del nombre de molècules inicials.
Aquesta tècnica té una sèrie d'avantatges:
-És un procés isotèrmic, és a dir, no cal termociclador, de manera que el procés es simplifica i és molt més econòmic.
-Està dissenyat específicament per a la detecció de virus d'ARN i altres microorganismes difícils de detectar (Chlamydia) en la detecció de mRNA. Per amplificar els objectius de l'ADN és necessari desnaturalitzar-lo per tal que RT enllaci la imprimació b amb el promotor de la T7P.
NASBA té una sèrie de limitacions, ja que la seva sensibilitat i especificitat no són molt elevades, generant falsos positius i falsos negatius.
La tècnica NASBA s'ha utilitzat per desenvolupar proves de diagnòstic ràpid per a diversos virus patògens amb genomes d'ARN monocatenari, per exemple. virus de la grip A, febre aftosa, síndrome respiratori agut sever (SARS), coronavirus associat, bocavirus humà (HBoV) i també paràsits com Trypanosoma brucei.